# Fristingen
Fristingen ist ein Ortsteil von Dillingen an der Donau. Es liegt circa fünf Kilometer südöstlich von Dillingen und hat ungefähr 730 Einwohner. Die Donau fließt nordwestlich in drei Kilometer Entfernung. Die Wasserkraft der Glött wurde benutzt, um die Fristinger Mühle zu betreiben. Heute erinnert noch der Mühlweg im Westen des Ortes an die Getreidemühle.

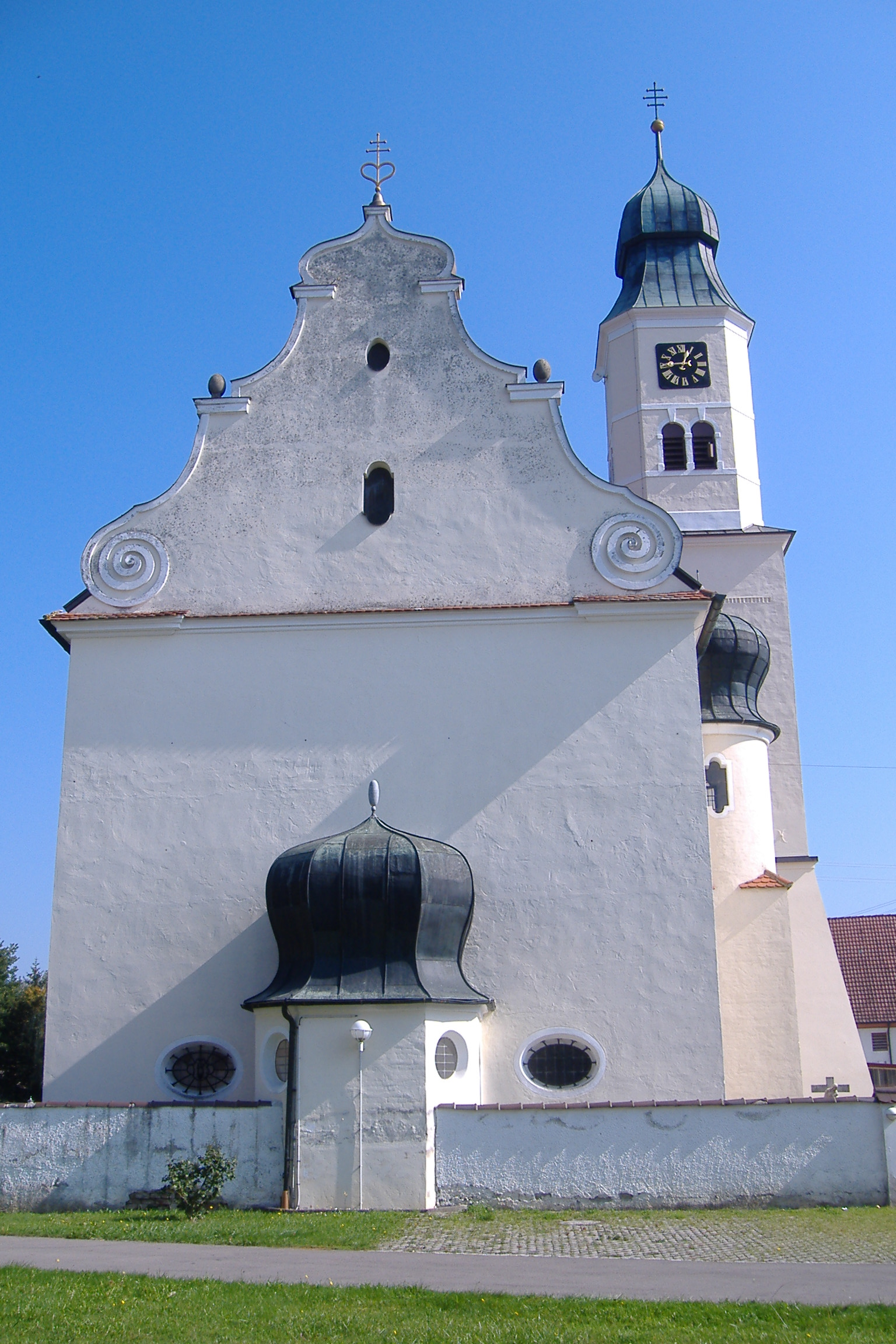
Katholische Pfarrkirche St. Blasius

## Geschichte
Fristingen ist alemannischen Ursprungs, was zwei kleine Reihengräberfriedhöfe des 7. Jahrhunderts beweisen. Damit zählt das Dorf zu den wenigen Ortsgründungen im bis zum Hochmittelalter weitgehend unbesiedelten Donautal. Am 24. Juni 1220 übertrug der Abt von St. Georgen im Schwarzwald dem Grafen Hartmann IV. von Dillingen die Vogtei des „Helhart de Fruostingen“ (Ellenhart von Fristingen). Fristingen wird damit erstmals 1220 als „Fruostingen“ erwähnt. Der Ortsname erscheint in verschiedenen Schreibvarianten in Urkunden als „Fruostingen“ (1220), „Früstingen“ (1272) oder „Fristingen“ (1381).
Mit der Schenkung der Stadt Dillingen durch Bischpf Hartmann am 29. Dezember 1258 kam auch Fristingen an das Hochstift Augsburg. Dieses errichtete in Fristingen ein Vogtamt. Bis 1464 existierte nachweislich das Adelsgeschlecht der Herren von Fristingen, welches sich nach dem Ort benannt hatte.
Mit der Säkularisation 1803 wurde Fristingen königlich-bayerisch.
Die ehemals selbstständige Gemeinde Fristingen wurde durch die Gemeindegebietsreform am 1. Mai 1978 ein Teil der Stadt Dillingen an der Donau.
Im Jahr 2011 wurde begonnen, den Stadtteil Fristingen an ein neues Nahwärmenetz anzuschließen, das von einer eigens gegründeten Genossenschaft betrieben wird. Das Projekt wurde von den Einwohnern Fristingens selbst initiiert und in vielen Bereichen ehrenamtlich vorangetrieben. Über 100 Haushalte können dadurch in Fristingen mit Nahwärme versorgt werden.

## Einwohnerentwicklung
| Jahr | Einwohner |
| ---- | --------- |
| 1805 | 420       |
| 1820 | 456       |
| 1860 | 659       |
| 1910 | 681       |
| 1933 | 657       |
| 1939 | 617       |
| 1961 | 619       |
| 1970 | 700       |
| 1978 | 695       |

## Baudenkmäler
Siehe: Liste der Baudenkmäler in Fristingen

## Bodendenkmäler
Siehe: Liste der Bodendenkmäler in Dillingen an der Donau